# Splendid Media Group
Splendid Media Group este o companie de vânzări de publicitate multimedia și consultanță în marketing din România.
Grupul cuprinde trei companii specializate în vanzarea de spațiu publicitar multimedia și consultanță în marketing:
- Splendid Media SA - înființată în 2003[2]
- Splendid Interactive - înființată în 2006[2]
- Splendid Thematics - înființată în 2007[2]

Portofoliul de publicitate al Splendid Media include opt canale TV, șapte publicații lunare, două săptămânale și patru rețele indoor (ianuarie 2009).